# Myrcia neooreophila
Myrcia neooreophila là một loài thực vật có hoa trong Họ Đào kim nương. Loài này được Speg. mô tả khoa học đầu tiên năm 1910.